# Marija Vitalijivna Rjemjeny
Marija Vitalijivna Rjemjeny (ukránul: Марія Віталіївна Рємєнь, oroszul: Мария Витальевна Ремень [Marija Vitaljevna Remeny]; Makijivka, 1987. augusztus 2. –) olimpiai bronzérmes, Európa-bajnok ukrán atléta, futó.

## Pályafutása
Első nemzetközi sikerét a 2010-es Európa-bajnokságon érte el, ahol – az év addigi legjobbjával – aranyérmes lett a négyszer százas ukrán váltóval.
A 2011-es fedett pályás Európa-bajnokságon honfitársa, Oleszja Povh mögött másodikként ért célba 60 méteren. A tegui világbajnokságon 200 méteren elődöntőig jutott, hazája váltójával pedig bronzérmet szerzett.

## Egyéni legjobbjai
| Versenyszám          | Időeredmény | Szélsebesség | Helyszín   | Dátum            |
| Szabadtér            | Szabadtér   | Szabadtér    | Szabadtér  | Szabadtér        |
| -------------------- | ----------- | ------------ | ---------- | ---------------- |
| 100 méteres síkfutás | 11,21 s     | +0,4 m/s     | Strasbourg | 2011. június 12. |
| 200 méteres síkfutás | 22,68 s     | +0,7 m/s     | Strasbourg | 2011. június 12. |
| Fedett               |             |              |            |                  |
| 60 méteres síkfutás  | 7,15 s      | –            | Párizs     | 2011. március 6. |